# 岡本美緒
岡本 美緒（おかもと みお、1995年2月7日 - ）は、日本のモデル・女優・声優・ラジオパーソナリティである。
北海道帯広市出身。

## 人物
- 愛称は「ちゃんみお」｢あかちゃん｣
- アイスマニアでそれに関する検定も取得している。
- 趣味：コスプレ。
- 特技：効きバニラアイス・バスケットボール・打楽器の演奏・茶道。

## 出演

### 2017年
- アプリゲーム「シドストーリー」 - キャラロキ・アームストロング 役
- a-collection 2017　出演
- 舞台「優しい魔法のとなえかた2017」 - 月組：鈴木じゅり 役[1]

- テレビ番組「アニュ研」#21〜24たまっこ研究生[3]

### 2018年
- コスプレウィッグ・カラコン専門店「エアリー」公式アンバサダーに就任[4]
- 雑誌「OmosanSTREET pinofantasia（ピノファンタジア）」広告モデル[5]
- コールド・ストーン・クリーマリー 池袋サンシャインシティALTA店[6] - 1日店長
- 下北FM 「素敵曜日！ナイトスクーる」 2期候補生[7]
- RainbownTownFM 「いがらむのMUSICSHIP」 5代目アシスタントパーソナリティ[8]

### 2019年
- ShibuyaCross-FM 「アーティスト応援部」 パーソナリティとして出演[9]
- クルーズＴＶ　出演[10]
- 下北FM 「みーちゃんみお王国」 メインパーソナリティ[11]※4月よりクルーズTVへ移管[12]
- 秋葉原「PRIME RIB 禅」　イメージガール
- 真弓瞬と「しゅんちゃんみお」を結成

## メディア掲載
- あきかるNews
- OmosanSTREET